# Les Fusiliers Mont-Royal
 (mars 2013).
Si vous disposez d'ouvrages ou d'articles de référence ou si vous connaissez des sites web de qualité traitant du thème abordé ici, merci de compléter l'article en donnant les références utiles à sa vérifiabilité et en les liant à la section « Notes et références ».
Les Fusiliers Mont-Royal (Fus MR ou FMR) est un régiment de la Première réserve de l'Armée canadienne des Forces armées canadiennes stationné à Montréal, au Québec. Il est composé de volontaires travaillant à temps partiel appelés réservistes. Plusieurs membres des Fusiliers Mont-Royal ont servi et servent encore au sein de différentes missions de maintien de la paix de l'ONU et de l'OTAN, entre autres à Chypre, en Haïti, en Bosnie-Herzégovine, en Croatie et en Afghanistan. Au Canada, ils ont aussi participé à la crise d'Octobre en 1970, aux Jeux olympiques d'été de 1976, à la crise d'Oka en 1990, à l'opération « Récupération » lors de la tempête de verglas à Montréal en janvier 1998, alors que même les membres des FMR faisaient partie des sinistrés, ainsi qu'à l'opération Lentus 17-03 lors des inondations qui ont touché le Québec en mai 2017. Récipiendaire, en 2005, de la Médaille de l'Assemblée nationale.

## Création et différentes dénominations

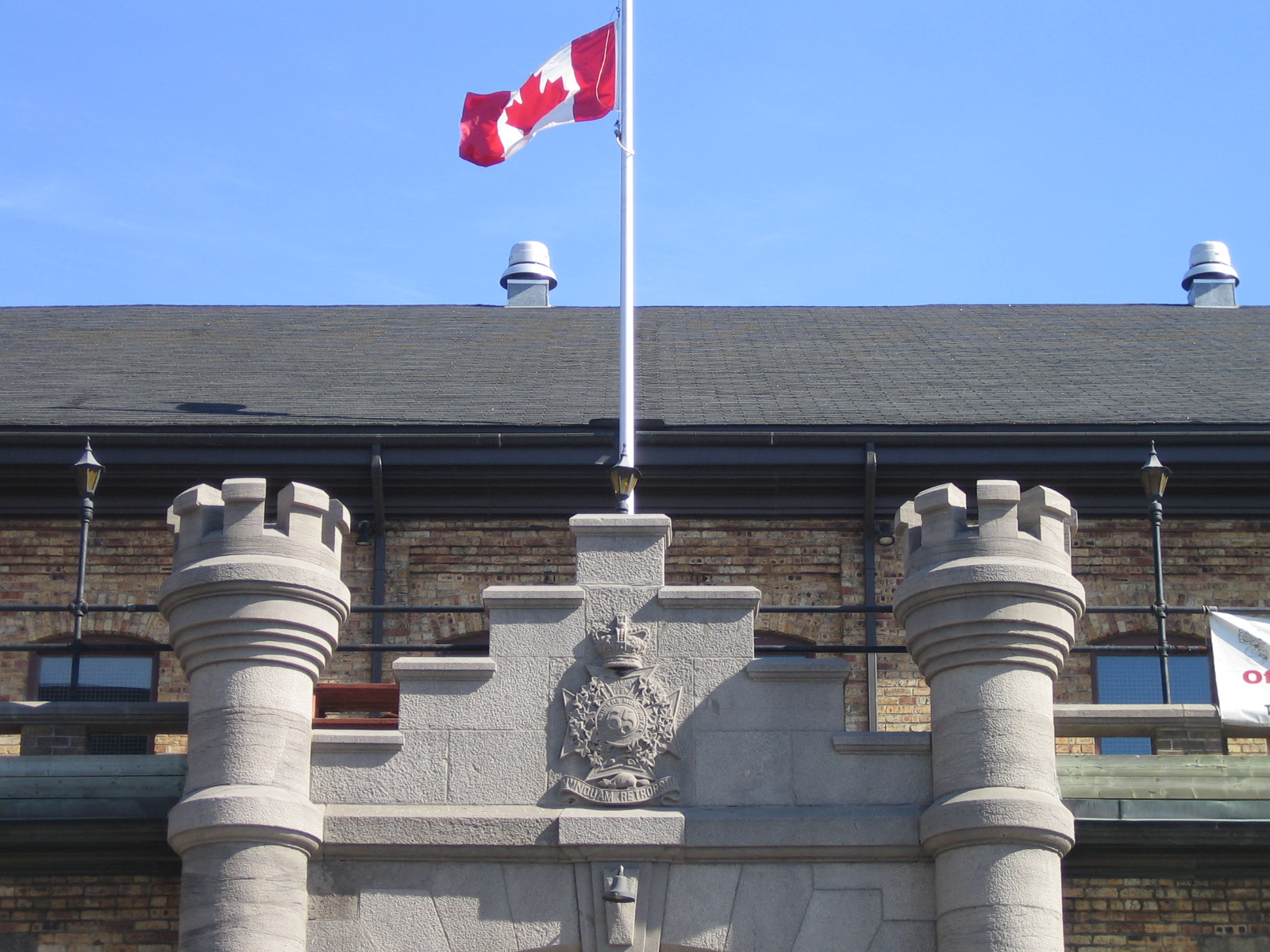
Vue du fronton de la porte principale d'entrée du manège (caserne) du régiment des Fusiliers Mont-Royal.

Le bataillon des Chasseurs canadiens qui était le seul bataillon francophone à Montréal fut dissous. Le 18 juin 1869, la création du 65e bataillon fut autorisée et celui-ci devint le nouveau régiment francophone de Montréal. Il fut d'abord connu sous le nom Mount Royal Rifles. En 1902, le nom fut officiellement traduit en Carabiniers Mont-Royal. Le 15 avril 1931, le régiment change de nom pour finalement devenir les Fusiliers Mont-Royal.

## Histoire

### Rébellion du Nord-Ouest
Les troupes des Fusiliers Mont-Royal ont accompagné le major-général Strange lors de la répression de la Rébellion du Nord-Ouest en 1885.

### Seconde guerre des Boers
Des troupes ont aussi été envoyées en Afrique lors la seconde guerre des Boers (1899-1902). Il est rapporté que les soldats étaient sur un bateau et qu'ils se sont par pur hasard retrouvés au même endroit que des Boers alors que ces derniers étaient en train de se laver. Les soldats du 65e régiment auraient alors arrêté tous les Boers qui étaient présents sans rencontrer aucune résistance.

### Première Guerre mondiale
Lorsque la Première Guerre mondiale débuta, les fusiliers Mont-Royal se joignirent à d'autres régiments et participèrent principalement au sein du 22e bataillon canadien-français, qui fut ensuite transformé en Royal 22e Régiment.

### Seconde Guerre mondiale
En 1939, lors de l'entrée en guerre du Royaume-Uni contre l'Allemagne, le Canada est aussi entré en guerre. Seuls les volontaires ont été envoyés au front en Europe. Les fusiliers Mont-Royal, eux, ont été mobilisés le 3 septembre 1939. Après un séjour à Valcartier, ils se sont rendus en Islande sur l'Empress of Australia (1er juillet au 7 juillet 1940). Départ pour l'Angleterre le 31 octobre 1940 au 3 novembre 1940, elle fut transférée avec le The United Kingdom après avoir séjourné 4 mois en Islande. Les fusiliers Mont-Royal se sont alors joints à la 2e division Canadienne. Jusqu'en août 1942, les fusiliers Mont-Royal se sont entraînés. Les membres des fusiliers Mont-Royal participèrent à une opération commando en France, l'opération Jubilee qui correspond en fait au raid sur Dieppe. Ce fut un désastre : 28 officiers et 516 hommes furent tués, blessés ou faits prisonniers.[réf. souhaitée] chez les fusiliers Mont-Royal. Les FMR ont quand même obtenu un honneur de bataille pour cette opération.
Le plus jeune soldat allié tué sur le front de l'ouest, Gérard Doré, mort au combat à l'âge de 16 ans et 11 mois lors de la bataille de Normandie était issu des rangs des Fusiliers Mont-Royal.[réf. souhaitée]
En 1943, le bataillon prenait part à l'exercice "Spartan" considéré comme l'une des plus dures épreuves.
Le 7 juillet 1944, ils s'embarquèrent à destination de la France avec la mission de nettoyer la région de Caen à titre d'unité de la 2e division canadienne.
Les Fusiliers Mont-Royal revinrent à Montréal à bord du Queen Elizabeth, le 28 octobre 1945, sous le commandement du Lt. Col. Laurent Roy MBE.

## Honneurs de bataille
Le premier honneur de bataille des fusiliers Mont-Royal est le "Canada du Nord-Ouest" reçu en 1885. Lors de la Seconde Guerre mondiale, les fusiliers Mont-Royal servirent au sein d'autres unités, principalement le 22e bataillon Canadien-Français et c'est avec ce bataillon qu'ils ont obtenu leurs honneurs de bataille ; en fait, tous les régiments fondateurs ont les mêmes honneurs de bataille pour la Première Guerre mondiale.
Guerre de 1812
- DÉFENSE DU CANADA – 1812-1815[4]

Distinction honorifique
- Distinction honorifique non blasonnable DÉFENSE DU CANADA – 1812-1815 – DEFENCE OF CANADA[5]

Rébellion du nord-ouest
- Canada du nord-ouest - 1885

Première Guerre mondiale
- Ypres, 1915, 1917
- La Côte 70
- Festubert, 1915
- Amiens 1918
- Bataille de la Somme, 1916
- Ligne Hindenburg
- Arras, 1917, 1918
- Poursuite de Mons

Seconde Guerre mondiale
- Dieppe 1942
- Bataille de l'Escaut
- Crête de Bourguébus (sur la commune du même nom - Calvados)
- Woensdrecht
- Saint-André-sur-Orne
- Beveland Sud
- Crête de Verrière (hameau de la commune de Saint-Martin-de-Fontenay (Calvados))
- Tilly-la-Campagne
- La Rhénanie
- Le Hochwald
- Falaise 1944
- Route de Falaise
- Le Rhin
- La Laison
- Groningue
- Forêt de la Londe (au sud de la commune de Rouen (Seine-Maritime))
- Oldenburg
- Dunkerque
- Nord-ouest de l'Europe 1942 et 1944-1945
- Anvers - Canal de Turnhout
- Afghanistan[6]

## Commandants
| Années      | Nom                              | Années      | Nom                                  |
| ----------- | -------------------------------- | ----------- | ------------------------------------ |
| 1869 à 1875 | Lieutenant-colonel Beaudry       | 1961 à 1964 | Lieutenant-colonel Lévesque          |
| 1878 à 1879 | Lieutenant-colonel Labranche     | 1964 à 1967 | Lieutenant-colonel Desgroseillers    |
| 1880 à 1889 | Lieutenant-colonel Ouimet        | 1967 à 1970 | Lieutenant-colonel Genin             |
| 1889 à 1892 | Lieutenant-colonel Dugas         | 1972 à 1975 | Lieutenant-colonel Bissonnette       |
| 1892 à 1897 | Lieutenant-colonel Prévost       | 1975 à 1978 | Lieutenant-colonel Laroche           |
| 1897 à 1902 | Lieutenant-colonel Labelle       | 1978 à 1979 | Lieutenant-colonel Arsenault         |
| 1902 à 1907 | Lieutenant-colonel MacKay        | 1979 à 1981 | Lieutenant-colonel Laroche           |
| 1907 à 1915 | Lieutenant-colonel Labelle       | 1981 à 1984 | Lieutenant-colonel Guy Gosselin      |
| 1915 à 1917 | Lieutenant-colonel Ostell        | 1984 à 1987 | Lieutenant-colonel Ménard            |
| 1917 à 1919 | Lieutenant-colonel de Tonnancour | 1987 à 1990 | Lieutenant-colonel Massé             |
| 1919 à 1920 | Lieutenant-colonel Pelletier     | 1990 à 1993 | Lieutenant-colonel Charette          |
| 1920 à 1921 | Lieutenant-colonel Filiatrault   | 1993 à 1996 | Lieutenant-colonel Farley            |
| 1921 à 1924 | Lieutenant-colonel Ranger        | 1996 à 1999 | Lieutenant-colonel Rousseau          |
| 1924 à 1927 | Lieutenant-colonel Tardif        | 1999 à 2002 | Lieutenant-colonel Gauthier          |
| 1927 à 1930 | Lieutenant-colonel Bédard        | 2002 à 2006 | Lieutenant-colonel Henri Carlo Moïse |
| 1930 à 1934 | Lieuttenant-colonel Dorval       | 2006 à 2009 | Lieutenant-colonel Serge Ouellet     |
| 1934 à 1937 | Lieutenant-coloenl Lebel         | 2009 à 2012 | Lieutenant-colonel Francis Roy       |
| 1937 à 1939 | Lieutenant-colonel Grenier       | 2012 à 2015 | Lieutenant-colonel Luc Saint-Jean    |
| 1939 à 1942 | Lieutenant-colonel Massue        | 2015 à 2018 | Lieutenant-colonel Alain Cohen       |
| 1942 à 1946 | Lieutenant-colonel Guindon       | 2018 à 2021 | Lieutenant-colonel Lefebvre          |
| 1946 à 1949 | Lieutenant-colonel Chaput        | 2021 à 2024 | Lieutenant-colonel Pilon             |
| 1949 à 1952 | Lieutenant-colonel Langlais      | 2024 à      | Lieutenant-colonel Turcotte          |
| 1952 à 1955 | Lieutenant-colonel Bourassa      |             |                                      |
| 1955 à 1958 | Lieutenant-colonel Marchand      |             |                                      |
| 1958 à 1961 | Lieutenant-colonel Gauthier      |             |                                      |